# 오조라 나오미
오조라 나오미(일본어: 大空 直美 おおぞら なおみ[*], 1989년 2월 4일 - )는 일본의 여성 성우이다. 아오니 프로덕션 (쥬니어) 소속이며, 오사카부 다카쓰키시 출신이다. 리츠메이칸 대학 영상학부, 아오니숙 오사카교 제 28기 졸업생이다.

## 출연 작품
※ 굵은 글씨는 메인 캐릭터.

### 텔레비전 애니메이션
2015년
- 아이돌마스터 신데렐라 걸즈 (오가타 치에리[4])

### 게임
2013년
- 아이돌마스터 신데렐라 걸즈 (오가타 치에리)
- 프린세스 커넥트 (유키)
- 소녀전선 - 팔콘, 88식